# Africa Sports National
Africa Sports National ist ein ivorischer Fußballverein in Abidjan.

## Geschichte
Am 27. April 1947 wurde der Club Sportif Bété gegründet, die Statuten am 27. August angenommen und dadurch die Teilnahme am Spielbetrieb der Saison 1947/48 ermöglicht. Im September 1948 erfolgte die Umbenennung zum heutigen Namen. Zuvor war die Version Afrique Sports ausgewählt worden, andere Vorschläge waren Étoile Polaire und Racing Club de l'Ouest gewesen.
Africa Sports hatte seine größten Erfolge in den 1980er Jahren, als die Meisterschaft dominiert wurde und mehrmals der Landespokal gewonnen werden konnte. Außerdem stand der Verein vier Mal im Finale des afrikanischen Pokals der Pokalsieger, zwei Mal konnte der Titel errungen werden. Zudem gelang 1992 der Sieg im afrikanischen Supercup. 1993 scheiterte man erst im Finale.
Die Vereinsfarben, in denen die Mannschaft auch aufläuft, sind grün, rot und weiß. 

## Stadion
Die Heimspiele werden im 15.000 Plätze fassenden Stade Robert Champroux ausgetragen.

## Erfolge
- Ivorischer Meister: 17

1967, 1968, 1971, 1977, 1978, 1982, 1983, 1985, 1986, 1987, 1988, 1989, 1996, 1999, 2007, 2008, 2011
- Ivorischer Pokalsieger: 18

1961, 1964, 1977, 1978, 1979, 1981, 1982, 1985, 1986, 1989, 1993, 1998, 2002, 2009, 2010, 2015, 2017
- Ivorischer Supercupsieger: 10

1979, 1981, 1982, 1986, 1987, 1988, 1989, 1991, 1993, 2003
- African Cup Winners’ Cup: 2

1992, 1999
- CAF Super Cup: 1

1992
- West African Club Championship (UFOA Cup): 3

1985, 1986, 1991
- French West African Cup: 1

1958

## Bekannte Spieler
- Kossi Agassa
- Maguy Serge Alain
- Mamadou Bagayoko
- Lacina Dao
- Serge Dié
- Abdul Kader Keïta
- Stephen Keshi
- Tiémoko Konaté
- Serge-Alain Liri
- Edgar Gnoleba Loué
- Jean Soro, ivorischer Nationalspieler und zweimaliger Teilnehmer als Nationaltrainer an der FIFA-Beachsoccer-Weltmeisterschaft
- Jean-Jacques Tizié
- Sékou Touré
- Amani Yao
- Rashidi Yekini

## Bekannte Trainer
- Gianni Bortelleto
- Mamadou Kéita
- Francesco Moriero
- Salvatore Nobile
- Marc Penan
- Ibrahim Sunday
- Martial Yeo
- François Zahoui
- Christian Zermatten